# Kasımpaşa Spor Kulübü
El Kasımpaşa Spor Kulübü és un club de futbol turc del barri de Kasımpaşa a Istanbul.

## Història
Va ser fundat el 1921 amb el nom d'Altıntuğ. L'any 2007 ascendí per segon cop en la seva història a la primera divisió de Turquia.

## Trajectòria esportiva
- Primera divisió: 1959-1964, 2007-
- Segona divisió: 1964-1968, 1989-1992, 1997-2000, 2006-2007
- Tercera divisió: 1968-1979, 1984-1989, 1992-1997, 2000-2001, 2005-2006
- Quarta divisió: 2001-2005
- Categoria amateur: 1958-1959, 1979-1984